# Dirty Sanchez (singel)
Dirty Sanchez – dwudziesty piąty singel oraz utwór niemieckiego DJ-a i producenta – Tomcrafta, wydany 27 stycznia 2005 w Niemczech przez wytwórnię Kosmo Records (wydanie 12"). Utwór pochodzi z trzeciego albumu Tomcrafta – Hyper Sexy Conscious (pierwszy singel z tej płyty). Na singel w wersji niemieckiej składa się tylko jedna wersja utworu tytułowego.

## Lista utworów
1. Dirty Sanchez (6:31)